# Frappe orbitale cinétique
Une frappe orbitale cinétique ou un bombardement cinétique est l'acte hypothétique d'attaquer une surface planétaire avec un projectile cinétique inerte depuis l'orbite (bombardement orbital), où la puissance destructrice provient de l'énergie cinétique du projectile impactant à très grande vitesse. Le concept est né pendant la guerre froide.

## Description
Les représentations typiques de la tactique sont celles d'un satellite artificiel contenant un magasin de barres de tungstène et un système de poussée directionnel. Lorsqu'une frappe est ordonnée, le lanceur freine une des tiges hors de son orbite et dans une trajectoire suborbitale qui croise la cible à la surface de la planète. Les barres seraient généralement profilées pour minimiser la résistance à l'air et maximiser la vitesse lors de l'impact.
Le bombardement cinétique a l'avantage de pouvoir lancer des projectiles sous un angle très élevé à une vitesse très élevée, ce qui les rend extrêmement difficiles à contrer. De plus, les projectiles ne nécessiteraient pas d'ogives explosives et, dans les conceptions les plus simples, seraient entièrement constitués de tiges métalliques solides (en tungstène, métal au point de fusion élevé, afin de résister à la chaleur d'une rentrée atmosphérique), donnant lieu au surnom commun de « bâtons de Dieu » (anglais : rods from God). Les inconvénients comprennent les difficultés techniques pour assurer la précision et les coûts élevés de positionnement des munitions en orbite.